# Niphargus dobrogicus
Niphargus dobrogicus is een vlokreeftensoort uit de familie van de Niphargidae. De wetenschappelijke naam van de soort is voor het eerst geldig gepubliceerd in 1964 door Dancau.